# Distrito de Anco (Churcampa)
El Distrito peruano de Anco es uno de los once distritos que conforman la Provincia de Churcampa, ubicada en el Departamento de Huancavelica, bajo la administración del Gobierno Regional de Huancavelica, en la zona de los andes centrales del Perú.  Limita por el norte con los distritos de Paucarbamba, Cosme; por el sur con la Provincia de Acobamba; por el este con los distritos de El Carmen y Paucarbamba; y, por el oeste con la Provincia de Acobamba.
Desde el punto de vista jerárquico de la Iglesia católica, forma parte de la Diócesis de Huancavelica.

## Historia
La fecha de creación por ley de este distrito es el 10 de junio de 1955., dada en el gobierno del Presidente Manuel A. Odría.

## Geografía
La población total en este distrito es de 5368 personas y tiene un área de 275,03 km².

## Autoridades

### Municipales
- 2015-2018[6]
  - Alcalde: lic. Milton cunyas Enríquez, Movimiento Regional Ayni (AYNI).
  - Regidores: Manuel Condori Quispe (AYNI), Claudio Lira Ticllasuca (AYNI), Teodosia Montez Lopes (AYNI), Carmelita Daniel Trillo (AYNI),  Santos Coripaco Sullcaray  (Trabajando Para Todos).[7]

- 2011-2014[6]
  - Alcalde: José Ricardo Taipe Pacheco, Movimiento Regional Ayni (AYNI).
  - Regidores: Manuel Condori Quispe (AYNI), Claudio Lira Ticllasuca (AYNI), Teodosia Montez Lopes (AYNI), Carmelita Daniel Trillo (AYNI),  Santos Coripaco Sullcaray  (Trabajando Para Todos).[7]
- 2007 - 2010
  - Alcalde:  Delfín Huarcaya Palante,[8] Movimiento Regional Ayni.

### Policiales
- Comisario: Mayor PNP.

### Religiosas
I. . * Diócesis de Huancavelica
- - Obispo de Huancavelica: Monseñor Isidro Barrio Barrio.[10]).

II. el cristianismo. las denominaciones son; "Iglesia Evangélica pentecostal Misionera", las Asambleas de Dios y las profecías. están instalados dentro del distrito Anco.